# Lista de aves de Moçambique
Esta é uma lista de aves que ocorrem em Moçambique organizada pela sua classificação científica. A lista inclui 741 espécies.

## Struthioniformes
- Avestruz, Struthio camelus

## Ciconiiformes

### Spheniscidae
- Pinguim-do-cabo, Spheniscus demersus

### Podicipedidae
- Mergulhão-pequeno, Tachybaptus ruficollis
- Mergulhão-de-crista, Podiceps cristatus
- Mergulhão-de-pescoço-preto, Podiceps nigricollis

### Diomedeidae
- Albatroz-gigante, Diomedea exulans
- Albatroz-de-sobrancelha, Thalassarche melanophris
- Albatroz-arisco, Thalassarche cauta
- Albatroz-de-nariz-amarelo, Thalassarche chlororhynchos
- Piau-preto, Phoebetria fusca
- Piau-de-costas-claras, Phoebetria palpebrata

### Procellariidae
- Petrel-gigante, Macronectes giganteus
- Petrel-gigante-do-norte, Macronectes halli
- Pomba-do-cabo, Daption capense
- Fura-buxo-de-cara-cinza, Pterodroma macroptera
- Grazina-de-barrjga-branca, Pterodroma incerta
- Freira, Pterodroma mollis
- Prion-bico-de-pato, Pachyptila vittata
- Prion-antarctico, Pachyptila desolata
- Painho-de-jouanin, Bulweria fallax
- Pardela-cinza, Procellaria cinerea
- Pardela-de-queixo-branco, Procellaria aequinoctialis
- Pardela-de-bico-preto, Puffinus gravis
- Pardela-do-pacífico, Puffinus pacificus
- Pardela-preta, Puffinus griseus
- Pardela-de-asa-larga, Puffinus lherminieri
- Painho-de-wilson, Oceanites oceanicus
- Painho-de-ventre-branco, Pelagodroma marina
- Painho-de-barriga-branca, Fregetta grallaria
- Painho-de-cauda-quadrada, Hydrobates pelagicus
- Painho-de-cauda-forcada, Oceanodroma leucorhoa

### Phaethontidae
- Rabo-de-palha-de-cauda-vermelha, Phaethon rubricauda
- Rabo-de-palha-de-bico-laranja, Phaethon lepturus

### Pelecanidae
- Pelicano-branco, Pelecanus onocrotalus
- Pelicano-rosado,  Pelecanus rufescens

### Sulidae
- Atobá-do-cabo, Morus capensis
- Atobá-de-pé-vermelho, Sula sula
- Alcatraz-pardo, Sula leucogaster
- Atobá-grande, Sula dactylatra

### Phalacrocoracidae
- Corvo-marinho-de-faces-brancas, Phalacrocorax carbo
- Corvo-marinho-do-cabo, Phalacrocorax capensis
- Corvo-marinho-africano, Phalacrocorax africanus   larus

### Anhingidae
- Mergulhão-serpente, Anhinga melanogaster

### Fregatidae
- Tesourão-grande, Fregata minor
- Tesourão-pequeno, Fregata ariel

### Ardeidae
- Garça-real, Ardea cinerea
- Garça-de-cabeça-preta, Ardea melanocephala
- Garça-gigante, Ardea goliath
- Garça-roxa, Ardea purpurea
- Garça-branca-grande, Ardea alba
- Garça-de-gargante-vermelha, Egretta vinaceigula
- Garça-preta, Egretta ardesiaca
- Garça-branca-intermédia, Egretta intermedia
- Garça-dos-recifes, Egretta gularis
- Garça-branca-pequena, Egretta garzetta
- Papa-ratos, Ardeola ralloides
- Garça-caranguejeira-de-madagascar, Ardeola idae
- Garça-de-barriga-vermelha, Ardeola rufiventris
- Garça-vaqueira, Bubulcus ibis
- Socozinho, Butorides striata
- Socó-taquari, Nycticorax nycticorax
- Garça-nocturna-de-dorso-branco, Gorsachius leuconotus
- Garçote-comum, Ixobrychus minutus
- Garçote-anão, Ixobrychus sturmii
- Abetouro-comum, Botaurus stellaris

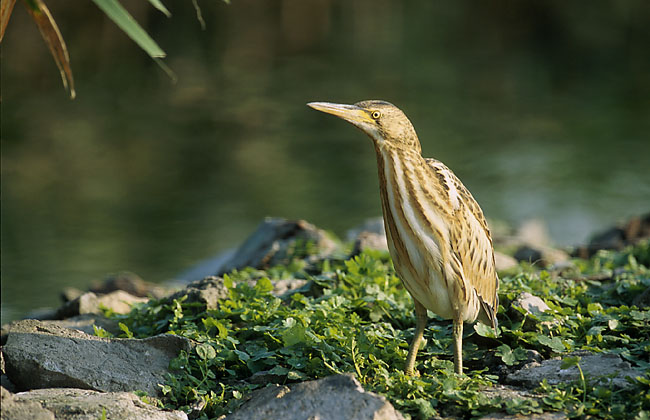
Garçote-comum, Ixobrychus minutus

### Scopidae
- Cabeça-de-martelo, Scopus umbretta

### Ciconiidae
- Cegonha-de-bico-amarelo, Mycteria ibis
- Bico-aberto, Anastomus lamelligerus
- Cegonha-preta, Ciconia nigra
- Cegonha-de-abdim, Ciconia abdimii
- Cegonha-episcopal, Ciconia episcopus
- Cegonha-branca, Ciconia ciconia
- Jabiru, Ephippiorhynchus senegalensis
- Marabu-africano, Leptoptilos crumeniferus

### Threskiornithidae
- Íbis-sagrada, Threskiornis aethiopicus
- Singanga, Bostrychia hagedash
- Íbis-preta, Plegadis falcinellus
- Colhereiro-africano, Platalea alba

### Phoenicopteridae
- Flamingo-comum, Phoenicopterus roseus
- Flamingo-pequeno, Phoenicopterus minor

### Pandionidae
- Águia-pesqueira, Pandion haliaetus

### Accipitridae
- Falcão-cuco, Aviceda cuculoides
- Vespeiro-europeu, Pernis apivorus
- Gavião-morcegueiro, Macheiramphus alcinus
- Peneireiro-cinzento, Elanus caeruleus
- Milhafre-preto, Milvus migrans
- Pigargo-africano, Haliaeetus vocifer
- Abutre-das-palmeiras, Gypohierax angolensis
- Abrutre-de-capuz, Necrosyrtes monachus
- Quebra-ossos, Gypaetus barbatus
- Abutre-do-egipto, Neophron percnopterus
- Grifo-africano, Gyps africanus
- Grifo-do-cabo, Gyps coprotheres
- Abutre-real, Aegypius tracheliotus
- Abutre-de-cabeça-branca, Aegypius occipitalis
- Águia-cobreira-de-peito-preto, Circaetus pectoralis
- Águia-cobreira-castanha, Circaetus cinereus
- Águia-cobreira-barrada, Circaetus fasciolatus
- Águia-cobreira-de-cauda-branca, Circaetus cinerascens
- Águia-bailarina, Terathopius ecaudatus
- Tartaranhão-ruivo-dos-pauis, Circus aeruginosus
- Tartaranhão-dos-pântanos, Circus ranivorus
- Tartaranhão-pálido, Circus macrourus
- Tartaranhão-caçador, Circus pygargus
- Secretário-pequeno, Polyboroides typus
- Gavião-papa-lagartos, Kaupifalco monogrammicus
- Açor-cantor, Melierax metabates
- Gavião-palrador, Melierax gabar
- Açor-africano, Accipiter tachiro
- Gavião-chicra, Accipiter badius
- Gavião-pequeno, Accipiter minullus
- Gavião-de-ovambo, Accipiter ovampensis
- Gavião-ruivo, Accipiter rufiventris
- Açor-preto, Accipiter melanoleucus
- Águia-d'asa-redonda, Buteo buteo
- Búteo-augur, Buteo augur
- Búteo-de-cauda-vermelha, Buteo rufofuscus
- Águia-pomarina, Aquila pomarina
- Águia-rapace, Aquila rapax
- Águia-de-wahlberg, Aquila wahlbergi
- Águia-preta, Aquila verreauxii
- Águia-dominó, Aquila spilogaster
- Águia-calçada, Aquila pennatus
- Águia-de-ayres, Aquila ayresii
- Águia-marcial, Polemaetus bellicosus
- Águia-de-penacho, Lophaetus occipitalis
- Águia-coroada, Stephanoaetus coronatus

### Sagittariidae
- Secretário, Sagittarius serpentarius

### Falconidae
- Peneireiro-das-torres, Falco naumanni
- Peneireiro-vulgar, Falco tinnunculus
- Peneireiro-grande, Falco rupicoloides
- Falcão-de-dickinson, Falco dickinsoni
- Faicão-de-nuca-vermelha, Falco chicquera
- Falcão-do-amur, Falco amurensis
- Falcão-da-rainha, Falco eleonorae
- Falcão-sombrio, Falco concolor
- Ógea-eurasiática, Falco subbuteo
- Ógea-africana, Falco cuvierii
- Falcão-lanário, Falco biarmicus
- Falcão-de-taita, Falco fasciinucha
- Falcão-peregrino, Falco peregrinus

### Jacanidae
- Jacana-pequena, Microparra capensis
- Jacana-africana, Actophilornis africanus

### Rostratulidae
- Narceja-pintada, Rostratula benghalensis

### Recurvirostridae
- Perna-longa, Himantopus himantopus
- Alfaiate,  Recurvirostra avosetta

### Burhinidae
- Alcaravão-d’água, Burhinus vermiculatus
- Alcaravão-do-cabo, Burhinus capensis

### Glareolidae
- Caranguejeiro, Dromas ardeola
- Corredor-de-temmick, Cursorius temminckii
- Corredor-de-três-golas, Rhinoptilus cinctus
- Corredor-asa-de-bronze, Rhinoptilus chalcopterus
- Perdiz-do-mar-de-asa-vermelha, Glareola pratincola
- Perdiz-do-mar-d'asa-preta, Glareola nordmanni
- Perdiz-do-mar-escura, Glareola nuchalis

### Charadriidae
- Ostraceiro-europeu, Haematopus ostralegus
- Abibe-de-faces-brancas, Vanellus crassirostris
- Abibe-preto-e-branco, Vanellus armatus
- Abibe-de-coroa-branca, Vanellus albiceps
- Abibe-de-asa-negra-pequeno, Vanellus lugubris
- Abibe-de-asa-negra, Vanellus melanopterus
- Abibe-coroado, Vanellus coronatus
- Abibe-carunculado, Vanellus senegallus
- Tarambola-cinzenta, Pluvialis squatarola
- Borrelho-grande-de-coleira, Charadrius hiaticula
- Borrelho-do-gado, Charadrius pecuarius
- Borrelho-de-três-golas, Charadrius tricollaris
- Borrelho-de-testa-branca, Charadrius marginatus
- Borrelho-de-colar-arruivado, Charadrius pallidus
- Borrelho-mongol, Charadrius mongolus
- Borrelho-do-deserto, Charadrius leschenaultii
- Borrelho-asiático, Charadrius asiaticus

### Scolopacidae
- Narceja-africana, Gallinago nigripennis
- Narceja-real, Gallinago media
- Narceja-comum, Gallinago gallinago
- Maçarico-galego, Numenius phaeopus
- Maçarico-real, Numenius arquata
- Perna-vermelha-escuro, Tringa erythropus
- Perna-vermelha-comum, Tringa totanus
- Perna-verde-fino, Tringa stagnatilis
- Perna-verde-comum, Tringa nebularia
- Maçarico-bique-bique, Tringa ochropus
- Maçarico-bastardo, Tringa glareola
- Maçarico-sovela, Xenus cinereus
- Maçarico-das-rochas, Actitis hypoleucos
- Rola-do-mar, Arenaria interpres
- Seixoeira, Calidris canutus
- Pilrito-sanderlingo, Calidris alba
- Pilrito-de-pescoço-ruivo, Calidris ruficollis
- Pilrito-pequeno, Calidris minuta
- Pilrito-de-dedos-compridos, Calidris subminuta
- Pilrito-de-bico-comprido, Calidris ferruginea
- Pilrito-comum, Calidris alpina
- Pilrito-falcinelo, Limicola falcinellus
- Combatente, Philomachus pugnax
- Falaropo-de-bico-grosso, Phalaropus fulicarius

### Stercorariidae
- Moleiro-antárctico, Stercorarius maccormicki
- Mandrião-antártico, Stercorarius antarctica
- Moleiro-pomarino, Stercorarius pomarinus
- Moleiro-parasítico, Stercorarius parasiticus

### Laridae
- Gaivotão, Larus dominicanus
- Gaivota-d'asa-escura, Larus fuscus
- Gaivota-de-cabeça-cinza, Larus cirrocephalus
- Guincho-comum, Larus ridibundus
- Gaivota-de-franklin, Larus pipixcan
- Gaivota-de-sabine, Larus sabini

### Sternidae
- Gaivina-de-bico-preto, Sterna nilotica
- Gaivina-de-bico-vermelho, Sterna caspia
- Gaivina-de-bico-laranja, Sterna bengalensis
- Garajau-comum, Sterna sandvicensis
- Garajau-real, Sterna maxima
- Sterna bergii
- Andorinha-do-mar-rósea, Sterna dougallii
- Gaivina-de-nuca-preta, Sterna sumatrana
- Andorinha-do-mar-comum, Sterna hirundo
- Andorinha-do-mar-árctica, Sterna paradisaea
- Trinta-réis-antártico, Sterna vittata
- Andorinha-do-mar-anã, Sterna albifrons
- Gaivina-de-dorso-castanho, Sterna anaethetus
- Andorinha-do-mar-escura, Sterna fuscata
- Gaivina-de-faces-brancas, Chlidonias hybridus
- Gaivina-d'asa-branca, Chlidonias leucopterus
- Andorinha-do-mar-preta-menor, Anous tenuirostris
- Andorinha-do-mar-preta, Anous stolidus

### Rynchopidae
- Bico-de-tesoura-africano, Rynchops flavirostris

### Pteroclididae
- Cortiçol-de-namaqua, Pterocles bicinctus

## Anseriformes

### Anatidae
- Marreca-peba, Dendrocygna bicolor
- Irere, Dendrocygna viduata
- Pato-de-dorso-branco, Thalassornis leuconotus
- Ganso-do-egipto, Alopochen aegyptiacus
- Pato-ferrão, Plectropterus gambensis
- Pato-de-crista, Sarkidiornis melanotos
- Pato-orelhudo, Nettapus auritus
- Pato-preto-africano, Anas sparsa
- Marreco-do-cabo, Anas capensis
- Pato-de-bico-amarelo, Anas undulata
- Marreco-de-bico-vermelho, Anas erythrorhyncha
- Marreco-hotentote, Anas hottentota
- Pato-trompeteiro-do-cabo, Anas smithii
- Pato-trombeteiro-europeu, Anas clypeata
- Patury-preta, Netta erythrophthalma
- Pato-de-rabo-alçado-africano, Oxyura maccoa

## Galliformes

### Phasianidae
- Francolim-das-pedras, Campocolinus coqui
- Francolim-de-poupa, Ortygornis sephaena
- Francolim-de-shelley, Scleroptila shelleyi
- Francolim-de-natal, Pternistis natalensis
- Francolim-de-pescoço-vermelho, Pternistis afer
- Francolim-de-swainson, Pternistis swainsonii
- Codorniz-comum, Coturnix coturnix
- Codorniz-arlequim, Coturnix delegorguei
- Codorniz-azul, Coturnix adansonii

### Numididae
- Fraca-da-guiné ou pintada-da-guiné, Numida meleagris
- Pintada-de-crista, Guttera pucherani

## Turniciformes

### Turnicidae
- Toirão-comum, Turnix sylvatica
- Toirão-hotentote, Turnix hottentotta

## Gruiformes

### Gruidae
- Grou-coroado-cinzento, Balearica regulorum
- Grou-carunculado, Bugeranus carunculatus

### Rallidae
- Frango-d’água-elegante, Sarothrura elegans
- Frango-d’água-de-peito-vermelho, Sarothrura rufa
- Frango-d’água-de-boehm, Sarothrura boehmi
- Frango-d’água-estriado, Sarothrura affinis
- Frango-d’água-africano, Rallus caerulescens
- Codornizão-africano, Crecopsis egregia
- Codornizão-eurasiático, Crex crex
- Franga-d'água-bastarda, Porzana parva
- Franga-d'água-pequena, Porzana pusilla
- Franga-d'água-grande, Porzana porzana
- Franga-d’água-estriada, Aenigmatolimnas marginalis
- Caimão-comum, Porphyrio porphyrio
- Caimão-de-allen, Porphyrio alleni
- Galinha-d'água, Gallinula chloropus
- Galinha-d’água-pequena, Gallinula angulata
- Galeirão-de-crista, Fulica cristata

### Heliornithidae
- Pés-de-barbatanas, Podica senegalensis

### Otididae
- Abetarda-gigante, Ardeotis kori
- Abetarda-real, Neotis denhami
- Abetarda-de-poupa, Eupodotis ruficrista
- Abetarda-de-barriga-preta, Lissotis melanogaster

## Columbiformes

### Columbidae
- Pombo-doméstico, Columba livia
- Pombo-malhado, Columba guinea
- Pombo-de-olho-amarelo, Columba arquatrix
- Pombo-de-delegorgue, Columba delegorguei
- Rola-canela, Columba larvata
- Rola-de-peito-rosa, Streptopelia lugens
- Rola-gemedora, Streptopelia decipiens
- Rola-de-olhos-vermelhos, Streptopelia semitorquata
- Rola-do-cabo, Streptopelia capicola
- Rola-do-senegal, Streptopelia senegalensis
- Rola-esmeraldina, Turtur chalcospilos
- Rola-de-manchas-azuis, Turtur afer
- Rola-de-papo-branco, Turtur tympanistria
- Rola-rabilonga, Oena capensis
- Pombo-verde-africano, Treron calvus

## Psittaciformes

### Psittacidae
- Inseparável-de-niassa, Agapornis lilianae
- Papagaio-de-bico-grosso, Poicephalus robustus
- Papagaio-de-meyer, Poicephalus meyeri
- Papagaio-de-cabeça-castanha, Poicephalus cryptoxanthus

## Musophagiformes

### Musophagidae
- Turaco-de-livingstone, Tauraco livingstonii
- Turaco-de-schalow, Tauraco schalowi
- Turaco-de-knysna, Tauraco corythaix
- Turaco-de-crista-violeta, Tauraco porphyreolophus
- Turaco-cinzento, Crinifer concolor

## Cuculiformes

### Cuculidae
- Cuco-jacobino, Oxylophus jacobinus
- Cuco-da-cafraria, Clamator levaillantii
- Cuco-rabilongo, Clamator glandarius
- Cuco-de-bico-grosso, Pachycoccyx audeberti
- Cuco-de-peito-vermelho, Cuculus solitarius
- Cuco-preto, Cuculus clamosus
- Cuco-canoro, Cuculus canorus
- Cuco-africano, Cuculus gularis
- Cuco-pequeno, Cuculus poliocephalus
- Cuco-malgaxe, Cuculus rochii
- Cuco-das-montanhas, Cercococcyx montanus
- Cuco-bronzeado-menor, Chrysococcyx klaas
- Cuco-esmeraldino, Chrysococcyx cupreus
- Cuco-bronzeado-maior, Chrysococcyx caprius
- Cucal-verde, Ceuthmochares aereus
- Cucal-preto-africano, Centropus grillii
- Cucal-do-senegal, Centropus senegalensis
- Centropus superciliosus

## Strigiformes

### Tytonidae
- Coruja-do-capim, Tyto capensis
- Coruja-das-torres, Tyto alba

### Strigidae
- Mocho-de-orelhas-africano, Otus senegalensis
- Mocho-de-faces-brancas, Ptilopsis granti
- Bufo-do-cabo, Bubo capensis
- Bufo-malhado, Bubo africanus
- Bubo lacteus
- Corujão-pesqueiro-de-pel, Scotopelia peli
- Coruja-da-floresta, Strix woodfordii
- Mocho-perlado, Glaucidium perlatum
- Mocho-barrado, Glaucidium capense
- Coruja-dos-pântanos, Asio capensis

### Caprimulgidae
- Noitibó-da-europa, Caprimulgus europaeus
- Noitibó-de-faces-ruivas, Caprimulgus rufigena
- Noitibó-de-pescoço-dourado, Caprimulgus pectoralis
- Noitibó-do-natal, Caprimulgus natalensis
- Noitibó-sardento, Caprimulgus tristigma
- Noitibó-de-moçambique, Caprimulgus fossii
- Noitibó-de-balanceiros, Macrodipteryx vexillarius

## Apodiformes

### Apodidae
- Andorinhão-de-shoa, Schoutedenapus myoptilus
- Rabo-espinhoso-malhado, Telacanthura ussheri
- Rabo-espinhoso-de-boehm, Neafrapus boehmi
- Andorinhão-das-palmeiras, Cypsiurus parvus
- Andorinhão-real, Tachymarptis aequatorialis
- Andorinhão-preto, Apus apus
- Andorinhão-preto-africano, Apus barbatus
- Andorinhão-pequeno, Apus affinis
- Andorinhão-das-barreiras, Apus horus
- Andorinhão-cafre, Apus caffer

## Coliiformes

### Coliidae
- Rabo-de-junco-de-peito-barrado, Colius striatus
- Rabo-de-junco-de-faces-vermelhas, Urocolius indicus

## Trogoniformes

### Trogonidae
- Republicano, Apaloderma narina
- Apaloderma vittatum

## Coraciiformes

### Alcedinidae
- Pica-peixe-de-colar, Alcedo semitorquata
- Pica-peixe-de-poupa, Alcedo cristata
- Pica-peixe-pigmeu, Ispidina picta

### Halcyonidae
- Pica-peixe-de-barrete-cinzento, Halcyon leucocephala
- Pica-peixe-dos-bosques, Halcyon senegalensis
- Pica-peixe-dos-mangais, Halcyon senegaloides
- Pica-peixe-de-barrete-castanho, Halcyon albiventris
- Pica-peixe-riscado, Halcyon chelicuti

### Cerylidae
- Pica-peixe-gigante, Ceryle maximus
- Pica-peixe-malhado, Ceryle rudis

### Meropidae
- Abelharuco-de-testa-branca, Merops bullockoides
- Abelharuco-pequeno, Merops pusillus
- Abelharuco-andorinha, Merops hirundineus
- Abelharuco-de-böhm, Merops boehmi
- Abelharuco-persa, Merops persicus
- Abelharuco-oliváceo, Merops superciliosus
- Abelharuco-comum, Merops apiaster
- Abelharuco-róseo, Merops nubicoides

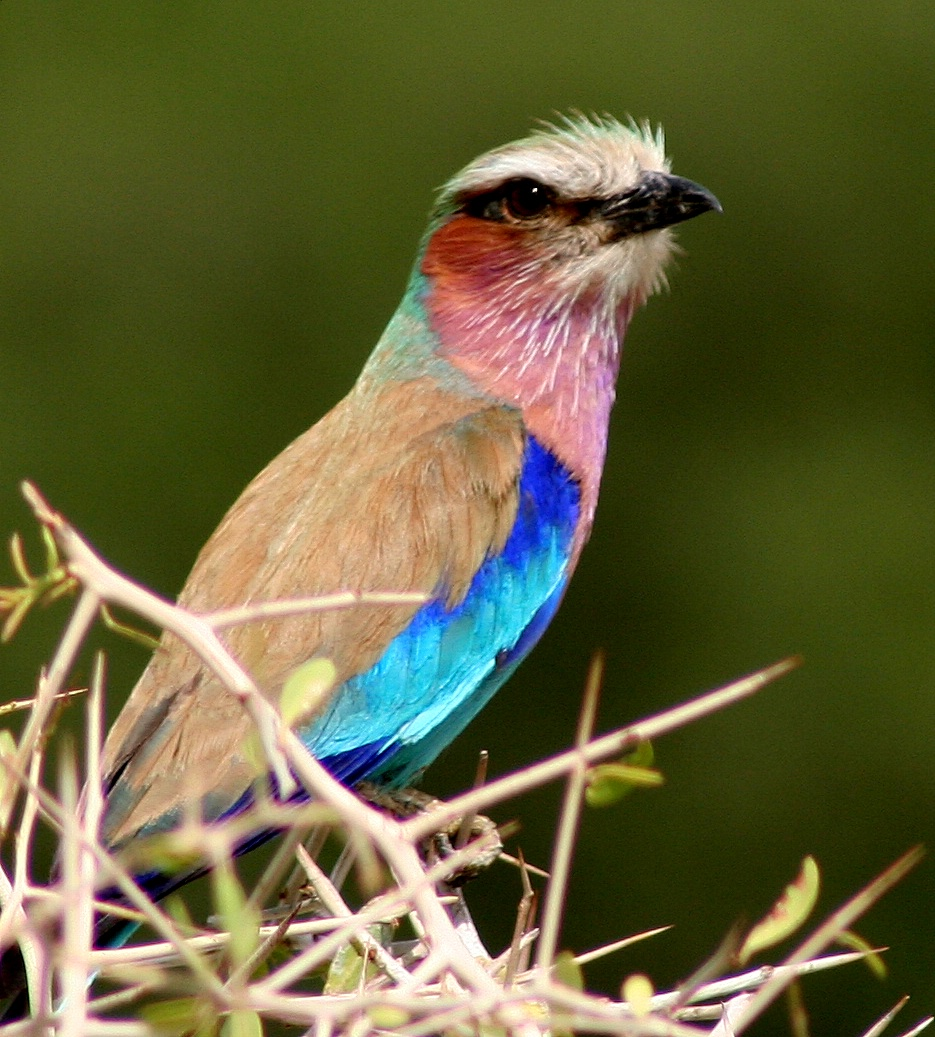
Rolieiro-de-peito-lilás, Coracias caudata

### Coraciidae
- Rolieiro-europeu, Coracias garrulus
- Rolieiro-de-peito-lilás, Coracias caudatus
- Rolieiro-de-raquetes, Coracias spatulatus
- Rolieiro-de-sobrancelhas-brancas, Coracias naevia
- Rolieiro-de-bico-amarelo, Eurystomus glaucurus

## Upupiformes

### Upupidae
- Poupa-eurasiática, Upupa epops

### Phoeniculidae
- Zombeteiro-de-bico-vermelho, Phoeniculus purpureus

### Rhinopomastidae
- Bico-de-cimitarra, Rhinopomastus cyanomelas

## Bucerotiformes

### Bucerotidae
- Calau-de-bico-vermelho, Tockus erythrorhynchus
- Calau-de-bico-amarelo, Tockus leucomelas
- Calau-coroado-africano, Lophoceros alboterminatus
- Calau-cinzento, Lophoceros nasutus
- Calau-de-bico-pálido, Lophoceros pallidirostris
- Calau-trombeteiro, Bycanistes bucinator
- Calau-de-faces-prateadas, Bycanistes brevis

### Bucorvidae
- Calau-gigante, Bucorvus leadbeateri

## Piciformes

### Lybiidae
- Barbaças-de-colar, Lybius torquatus
- Barbaças-de-peito-castanho, Lybius melanopterus
- Barbaças-de-poupa, Trachyphonus vaillantii
- Barbaças-de-orelhas-brancas, Stactolaema leucotis
- Barbaças-de-whyte, Stactolaema whytii
- Barbaças-verde, Stactolaema olivacea
- Barbadinho-verde, Pogoniulus simplex
- Barbadinho-d'uropígio-amarelo, Pogoniulus bilineatus
- Barbadinho-de-testa-amarela, Pogoniulus chrysoconus
- Barbadinho-de-testa-vermelha, Pogoniulus pusillus
- Barbaças-das-acácias, Tricholaema leucomelas

### Indicatoridae
- Indicador-de-garganta-malhada, Indicator variegatus
- Indicador-grande, Indicator indicator
- Indicador-pequeno, Indicator minor
- Indicador-pálido, Indicator meliphilus
- Indicador-de-dorso-verde, Prodotiscus zambesiae
- Indicador-de-dorso-castanho, Prodotiscus regulus

### Picidae
- Torcicolo-eurasiático, Jynx ruficollis
- Pica-pau-de-bennett, Campethera bennettii
- Pica-pau-tanzaniano, Campethera scriptoricauda
- Pica-pau-de-cauda-dourada, Campethera abingoni
- Pica-pau-de-dorso-verde, Campethera cailliautii
- Pica-pau-de-bigodes, Chloropicos namaquus
- Pica-pau-cardeal, Dendropicos fuscescens
- Pica-pau-de-stierling, Dendropicos stierlingi
- Pica-pau-de-cabeça-cinzenta, Dendropicos griseocephalus

## Passeriformes

### Eurylaimidae
- Bocarra-africana, Smithornis capensis

### Pittidae
- Pita-de-angola, Pitta angolensis

### Alaudidae
- Cotovia-batedora, Mirafra africana
- Cotovia-das-castanholas, Mirafra rufocinnamomea
- Cotovia-sabota, Calendulauda sabota
- Cotovia-cor-de-areia, Calendulauda africanoides
- Cotovia-sombria, Pinarocorys nigricans
- Cotovia-pardal-de-dorso-castanho, Eremopterix leucotis
- Cotovia-de-barrete-vermelho, Calandrella cinerea

### Hirundinidae
- Andorinha-das-barreiras, Riparia riparia
- Andorinha-dos-charcos-africana, Riparia paludicola
- Andorinha-das-barreiras-de-colar, Riparia cincta
- Andorinha-das-mascarenhas, Phedina borbonica
- Andorinha-de-rabadilha-cinzenta, Pseudhirundo griseopyga
- Andorinha-de-cabeça-branca, Hirundo fuligula
- Andorinha-das-chaminés, Hirundo rustica
- Andorinha-de-garganta-branca, Hirundo albigularis
- Andorinha-cauda-de-arame, Hirundo smithii
- Andorinha-azul, Hirundo atrocaerulea
- Andorinha-peito-de-pérola, Hirundo dimidiata
- Andorinha-estriada-grande, Hirundo cucullata
- Andorinha-estriada-pequena, Hirundo abyssinica
- Andorinha-de-peito-ruivo, Hirundo Cecropis semirufa
- Andorinha-das-mesquitas, Hirundo senegalensis
- Andorinho-dos-beirais, Delichon urbica
- Psalidoprocne pristoptera

### Corvidae
- Lagarteiro-cinzento-e-branco, Coracina pectoralis
- Lagarteiro-cinzento, Coracina caesia
- Lagarteiro-preto, Campephaga flava
- Papa-moscas-preto-e-branco, Bias musicus
- Olho-carunculado, Platysteira peltata
- Batis mixta
- Batis-do-cabo, Batis capensis
- Batis-de-woodward, Batis fratrum
- Batis-comum, Batis molitor
- Batis-de-moçambique, Batis soror
- Papa-moscas-de-livingstone, Erythrocercus livingstonei
- Elminia albicauda
- Papa-moscas-de-cauda-branca, Elminia albonotata
- Papa-moscas-de-poupa, Trochocercus cyanomelas
- Papa-moscas-do-paraíso, Terpsiphone viridis
- Papa-figos-europeu, Oriolus oriolus
- Papa-figos-africano, Oriolus auratus
- Papa-figos-de-cabeça-verde, Oriolus chlorocephalus
- Papa-figos-de-cabeça-preta, Oriolus larvatus
- Brubru, Nilaus afer
- Picanço-assobiador-de-almofadinha, Dryoscopus cubla
- Tchagra minuta
- Picanço-assobiador-de-coroa-preta, Tchagra senegala
- Picanço-assobiador-de-coroa-castanha, Tchagra australis
- Picanço-assobiador-austral, Tchagra tchagra
- Picanço-tropical, Laniarius aethiopicus
- Picanço-ferrugíneo, Laniarius ferrugineus
- Boquemaquire, Telophorus zeylonus
- Picanço-de-peito-laranja, Telophorus sulfureopectus
- Picanço-oliváceo, Telophorus olivaceus
- Picanço-de-testa-preta, Telophorus nigrifrons
- Picanço-quadricolor, Telophorus viridis
- Picanço-de-cabeça-cinzenta, Malaconotus blanchoti
- Atacador-de-poupa-branca, Prionops plumatus
- Atacador-de-poupa-preta, Prionops retzii
- Atacador-de-testa-castanha, Prionops scopifrons
- Drongo-de-cauda-quadrada, Dicrurus ludwigii
- Drongo-de-cauda-forcada, Dicrurus adsimilis
- Gralha-indiana, Corvus splendens
- Gralha-do-cabo, Corvus capensis
- Gralha-seminarista, Corvus albus
- Corvo-das-montanhas, Corvus albicollis

### Pycnonotidae
- Pycnonotus barbatus
- Andropadus virens
- Tuta-sombria, Andropadus importunus
- Andropadus nigriceps
- Tuta-do-milange, Andropadus milanjensis
- Tuta-amarela, Chlorocichla flaviventris
- Phyllastrephus cabanisi
- Phyllastrephus fischeri
- Tuta-da-terra, Phyllastrephus terrestris
- Phyllastrephus strepitans
- Phyllastrephus cerviniventris
- Tuta-amarela-estriada, Phyllastrephus flavostriatus
- Tuta-pequena, Phyllastrephus debilis
- Tuta-malhada, Nicator gularis

### Muscicapidae
- Melro-das-rochas-do-cabo, Monticola rupestris
- Melro-das-rochas-sentinela, Monticola explorator
- Melro-das-rochas-do-miombo, Monticola angolensis
- Tordo-da-terra-laranja, Zoothera gurneyi
- Tordo-da-terra-malhado, Zoothera guttata
- Tordo-de-peito-malhado, Psophocichla litsipsirupa
- Tordo-oliváceo, Turdus olivaceus
- Tordo-chicharrio, Turdus libonyanus
- Pisco-de-peito-branco, Alethe fuelleborni
- Papa-moscas-pálido, Bradornis pallidus
- Papa-moscas-preto-meridional, Melaenornis pammelaina
- Papa-moscas-fiscal, Sigelus silens
- Papa-moscas-cinzento, Muscicapa striata
- Papa-moscas-sombrio, Muscicapa adusta
- Papa-moscas-azulado, Muscicapa caerulescens
- Papa-moscas-de-leque, Myioparus plumbeus
- Pisco-estrelado, Pogonocichla stellata
- Pisco-de-peitilho, Swynnertonia swynnertoni
- Pisco-arisco, Sheppardia gunningi
- Rouxinol-russo, Luscinia luscinia
- Cossypha anomala
- Cossifa-do-cabo, Cossypha caffra
- Cossifa-de-peito-branco, Cossypha humeralis
- Cossifa-de-heuglin, Cossypha heuglini
- Cossifa-do-natal, Cossypha natalensis
- Tordo-das-palmeiras-de-colar, Cichladusa arquata
- Rouxinol-do-mato-de-bigodes, Cercotrichas quadrivirgata
- Rouxinol-do-mato-do-miombo, Cercotrichas barbata
- Rouxinol-do-mato-castanho, Cercotrichas signata
- Rouxinol-do-mato-estriado, Cercotrichas leucophrys
- Cartaxo-comum, Saxicola torquata
- Chasco-cinzento, Oenanthe oenanthe
- Chasco-de-barrete, Oenanthe pileata
- Chasco-familiar, Cercomela familiaris
- Chasco-de-arnott, Myrmecocichla arnotti
- Chasco-poliglota, Thamnolaea cinnamomeiventris
- Chasco-das-rochas, Pinarornis plumosus

### Cisticolidae
- Fuinha-de-faces-vermelhas, Cisticola erythrops
- Fuinha-cantora, Cisticola cantans
- Fuinha-preguiçosa, Cisticola aberrans
- Fuinha-chocalheira, Cisticola chiniana
- Fuinha-chorona, Cisticola lais
- Fuinha-de-dorso-preto, Cisticola galactotes
- Fuinha-zunidora, Cisticola tinniens
- Fuinha-do-natal, Cisticola natalensis
- Fuinha-de-cabeça-ruiva, Cisticola fulvicapillus
- Fuinha-de-asa-curta, Cisticola brachypterus
- Fuinha-dos-juncos, Cisticola juncidis
- Fuinha-do-deserto, Cisticola aridulus
- Fuinha-das-nuvens, Cisticola textrix
- Cisticola brunnescens
- Fuinha-de-coroa-pálida, Cisticola cinnamomeus
- Fuinha-de-ayres, Cisticola ayresii
- Prínia-de-flancos-castanhos, Prinia subflava
- Apalis-de-coleira, Apalis thoracica
- Apalis chariessa
- Apalis-de-peito-amarelo, Apalis flavida
- Apalis-de-rudd, Apalis ruddi
- Apalis-de-cabeça-preta, Apalis melanocephala
- Apalis-de-chirinda, Apalis chirindensis
- Felosa-de-dorso-verde, Camaroptera brachyura
- Calamonastes undosus
- Felosa-de-asa-vermelha, Heliolais erythroptera
- Felosa-de-roberts, Oreophilais robertsi

### Sylviidae
- Felosa-dos-juncos-africana, Bradypterus baboecala
- Bradypterus lopezi
- Felosa-de-barratt, Bradypterus barratti
- Bradypterus cinnamomeus
- Felosa-de-bigodes, Melocichla mentalis
- Felosa-do-cabo, Sphenoeacus afer
- Felosa-fluvial, Locustella fluviatilis
- Acrocephalus schoenobaenus
- Rouxinol-pequeno-dos-caniços, Acrocephalus scirpaceus
- Rouxinol-dos-caniços-africano, Acrocephalus baeticatus
- Felosa-palustre, Acrocephalus palustris
- Rouxinol-grande-dos-caniços, Acrocephalus arundinaceus
- Rouxinol-dos-caniços-do-iraque, Acrocephalus griseldis
- Rouxinol-pequeno-dos-pântanos, Acrocephalus gracilirostris
- Felosa-das-oliveiras, Hippolais olivetorum
- Felosa-icterina, Hippolais icterina
- Felosa-amarela-africana, Chloropeta natalensis
- Orthotomus metopias
- Orthotomus moreaui
- Eremomela-de-barriga-amarela, Eremomela icteropygialis
- Eremomela-de-barrete-verde, Eremomela scotops
- Eremomela-de-garganta-castanha, Eremomela usticollis
- Rabicurta-de-barrete-vermelho, Sylvietta ruficapilla
- Rabicurta-de-faces-vermelhas, Sylvietta whytii
- Rabicurta-de-bico-comprido, Sylvietta rufescens
- Macrosphenus kretschmeri
- Felosa-de-peito-amarelo, Phylloscopus ruficapillus
- Felosa-musical, Phylloscopus trochilus
- Papa-moscas-de-peito-amarelo, Hyliota flavigaster
- Papa-moscas-austral, Hyliota australis
- Schoenicola brevirostris
- Felosa-das-figueiras, Sylvia borin
- Arcanator orostruthus
- Illadopsis abyssinica
- Zaragateiro-meridional, Turdoides bicolor
- Zaragateiro-castanho, Turdoides jardineii

### Paridae
- Chapim-preto-meridional, Parus niger
- Chapim-arruivado, Parus rufiventris
- Chapim-do-miombo, Parus griseiventris
- Pássaro-do-algodão-cinzento, Anthoscopus caroli

### Certhiidae
- Trepadeira-malhada, Salpornis spilonotus

### Nectariniidae
- Beija-flor-de-garganta-azul, Anthreptes reichenowi
- Anthreptes anchietae
- Beija-flor-violeta, Anthreptes longuemarei
- Anthreptes neglectus
- Beija-flor-de-colar, Anthreptes collaris
- Beija-flor-oliváceo, Nectarinia olivacea
- Nectarinia obscura
- Beija-flor-cinzento, Nectarinia veroxii
- Beija-flor-preto, Nectarinia amethystina
- Beija-flor-de-peito-escarlate, Nectarinia senegalensis
- Beija-flor-bronzeado, Nectarinia kilimensis
- Beija-flor-verde, Nectarinia famosa
- Beija-flor-do-miombo, Nectarinia manoensis
- Beija-flor-de-neergaard, Nectarinia neergaardi
- Beija-flor-de-banda-larga, Nectarinia afer
- Beija-flor-de-marico, Nectarinia mariquensis
- Beija-flor-de-shelley, Nectarinia shelleyi
- Beija-flor-de-peito-roxo, Nectarinia bifasciatus
- Beija-flor-de-barriga-branca, Nectarinia talatala
- Beija-flor-de-barriga-amarela, Nectarinia venustus
- Beija-flor-cobreado, Nectarinia cupreus
- Papa-açúcar-de-gurney, Promerops gurneyi

### Zosteropidae
- Olho-branco-amarelo, Zosterops senegalensis
- Olho-branco-do-cabo, Zosterops pallidus

### Laniidae
- Picanço-de-dorso-ruivo, Lanius collurio
- Picanço-isabel, Lanius isabellinus
- Picanço-de-souza, Lanius souzae
- Picanço-pequeno, Lanius minor
- Picanço-fiscal, Lanius collaris
- Picanço-rabilongo, Corvinella melanoleuca
- Picanço-de-coroa-branca, Eurocephalus anguitimens

### Sturnidae
- Estorninho-carunculado, Creatophora cinerea
- Estorninho-metálico, Lamprotornis nitens
- Estorninho-de-orelha-azul, Lamprotornis chalybaeus
- Estorninho-rabilongo, Lamprotornis mevesii
- Estorninho-de-burchell, Lamprotornis australis
- Estorninho-de-barriga-preta, Lamprotornis corruscus
- Estorninho-de-dorso-violeta, Cinnyricinclus leucogaster
- Estorninho-de-asa-castanha, Onychognathus morio
- Pica-bois-de-bico-vermelho, Buphagus erythrorhynchus
- Pica-bois-de-bico-amarelo, Buphagus africanus

### Fringillidae
- Escrevedeira-das-pedras, Emberiza tahapisi
- Escrevedeira-do-cabo, Emberiza capensis
- Emberiza vincenti
- Escrevedeira-de-peito-dourado, Emberiza flaviventris
- Escrevedeira-de-cabanis, Emberiza cabanisi
- Canário-de-nuca-cinzenta, Serinus canicollis
- Serinus hyposticutus
- Canário-de-peito-limão, Serinus citrinipectus
- Canário-de-moçambique, Serinus mozambicus
- Canário-girassol,  Serinus sulphuratus
- Serinus reichardi
- Canário-de-cabeça-estriada, Serinus gularis
- Canário-de-mascarilha, Serinus mennelli

### Passeridae
- Tecelão-de-bico-vermelho, Bubalornis niger
- Tecelão-pardal, Plocepasser mahali
- Ploceus bertrandi
- Tecelão-pequeno-de-mascarilha, Ploceus intermedius
- Tecelão-de-lunetas, Ploceus ocularis
- Tecelão-amarelo, Ploceus subaureus
- Tecelão-dourado, Ploceus xanthops
- Tecelão-de-garganta-castanha, Ploceus xanthopterus
- Tecelão-de-máscara, Ploceus velatus
- Tecelão-malhado, Ploceus cucullatus
- Tecelão-das-florestas, Ploceus bicolor
- Tecelão-de-cabeça-olivácea, Ploceus olivaceiceps
- Tecelão-de-cabeça-vermelha, Anaplectes rubriceps
- Tecelão-de-bico-grosso, Amblyospiza albifrons
- Tecelão-parasita, Anomalospiza imberbis
- Quelea-cardeal, Quelea cardinalis
- Quelea-de-cabeça-vermelha, Quelea erythrops
- Quelea-de-bico-vermelho, Quelea quelea
- Bispo-de-coroa-amarela, Euplectes afer
- Bispo-de-coroa-vermelha, Euplectes hordeaceus
- Bispo-vermelho, Euplectes orix
- Euplectes nigroventris
- Bispo-de-rabadilha-amarela, Euplectes capensis
- Viúva-de-espáduas-vermelhas, Euplectes axillaris
- Viúva-de-manto-amarelo, Euplectes macrourus
- Viúva-de-asa-branca, Euplectes albonotatus
- Viúva-de-colar-vermelho, Euplectes ardens
- Maracachão-de-asa-dourada, Pytilia afra
- Maracachão-de-asa-verde, Pytilia melba
- Pintadinha-verde, Mandingoa nitidula
- Asa-vermelha-de-mascarilha, Cryptospiza reichenovii
- Quebra-sementes-do-niassa, Pyrenestes minor
- Pintadinho-de-peito-vermelho, Hypargos niveoguttatus
- Pintadinho-de-peito-rosado, Hypargos margaritatus
- Peito-de-fogo-de-bico-rosado, Lagonosticta senegala
- Peito-de-fogo-de-bico-azul, Lagonosticta rubricata
- Peito-de-fogo-de-jameson, Lagonosticta rhodopareia
- Peito-celeste, Uraeginthus angolensis
- Uraeginthus bengalus
- Uraeginthus granatina
- Bico-de-lacre-cinzento, Estrilda perreini
- Bico-de-lacre-tropical, Estrilda quartinia
- Bico-de-lacre-meridional, Estrilda melanotis
- Bico-de-lacre-comum, Estrilda astrild
- Bico-de-lacre-de-peito-laranja, Sporaeginthus subflavus
- Ortygospiza fuscocrissa
- Bico-de-lacre-gafanhoto, Paludipasser locustella
- Freirinha-bronzeada, Spermestes cucullatus
- Freirinha-de-dorso-vermelho, Spermestes bicolor
- Freirinha-maior, Spermestes fringilloides
- Degolado, Amadina fasciata
- Viúva-azul, Vidua chalybeata
- Viúva-negra, Vidua funerea
- Viúva-púrpura, Vidua purpurascens
- Viúva-seta, Vidua regia
- Viuvinha, Vidua macroura
- Viúva-do-paraíso-oriental, Vidua paradisaea
- Viúva-do-paraíso-de-cauda-longa, Vidua obtusa
- Alvéola-preta-e-branca, Motacilla aguimp
- Alvéola-do-cabo, Motacilla capensis
- Alvéola-amarela, Motacilla flava
- Alvéola-rabilonga, Motacilla clara
- Unha-longa-amarelo, Macronyx croceus
- Unha-longa-de-garganta-laranja, Macronyx capensis
- Unha-longa-vermelho, Macronyx ameliae
- Petinha-estriada, Anthus lineiventris
- Petinha-do-niassa, Anthus nyassae
- Petinha-de-dorso-liso, Anthus leucophrys
- Petinha-do-vaal, Anthus vaalensis
- Petinha-do-capim, Anthus cinnamomeus
- Petinha-de-bico-comprido, Anthus similis
- Petinha-rabicurta, Anthus brachyurus
- Petinha-do-mato, Anthus caffer
- Petinha-das-árvores, Anthus trivialis
- Pardal-comum, Passer domesticus
- Pardal-espanhol, Passer hispaniolensis
- Passer suahelicus
- Pardal-de-cabeça-cinzenta-meridional, Passer diffusus
- Pardal-de-garganta-amarela, Petronia superciliaris